# 小行星7723
小行星7723（英語：7723 Lugger）是一颗围绕太阳公转的小行星。1952年8月28日，Indiana University在摩根县发现了此天体。
这颗小行星的绝对星等为267.0664488414938等。